# 장명선
장명선(1994년 ~ )은 대한민국의 음악가이다. 2014년 데뷔했으며 현재까지 2개의 정규 음반 《이르고 무의미한 고백》(2018), 《천사의 몫》(2023)을 발매했다. 그녀는 자신의 음악을 네이처트로니카(Nature-tronica)라고 표현하였다.

## 디스코그래피

### 스튜디오 앨범
- 《이르고 무의미한 고백》 (2018)
- 《천사의 몫》 (2023)

### EP
- 《나의 유령 자매에게: 이리 와, 내가 모든 슬픔을 삼켰어》 (2020)